# EPANET
EPANET és un programari de domini públic de modelització de xarxes de distribució d'aigua desenvolupat per l'Agència de Protecció Ambiental dels Estats Units (EPA). És capaç de dur a terme simulacions de llarg temps del comportament hidràulic i de la qualitat de l'aigua en xarxes de canonades pressuritzades. EPANET aparegué per primer cop l'any 1993.
EPANET 2 està disponible tant com un programa sol o com un com joc d'eines (API en C).